# Hyalonema coniforme
Hyalonema coniforme är en svampdjursart som beskrevs av Schulze 1904. Hyalonema coniforme ingår i släktet Hyalonema och familjen Hyalonematidae. Inga underarter finns listade i Catalogue of Life.